# جان فيريهين
جان فيريهين، من مواليد 9 يوليو 1944، لاعب كرة قدم بلجيكي سابق.
لعب مع منتخب بلجيكا لكرة القدم.

## روابط خارجية
- جان فيريهين على موقع الاتحاد الدولي (مؤرشف)  (الإنجليزية)
- جان فيريهين على موقع الاتحاد البلجيكي (الإنجليزية)
- جان فيريهين على موقع قاعدة بيانات كرة القدم.إي يو (الإنجليزية)
- جان فيريهين على موقع ناشيونال فوتبول تيمز (الإنجليزية)
- جان فيريهين على موقع عالم كرة القدم.نت (الإنجليزية)